# Jacques Berland
Pour les articles homonymes, voir Berland.
 (décembre 2015).
Si vous disposez d'ouvrages ou d'articles de référence ou si vous connaissez des sites web de qualité traitant du thème abordé ici, merci de compléter l'article en donnant les références utiles à sa vérifiabilité et en les liant à la section « Notes et références ».
Jacques Berland, né à Pré-Saint-Évroult (Eure-et-Loir) le 6 août 1918 et mort le 28 octobre 1999 dans le 15e arrondissement de Paris, est un peintre français.
Il est l'oncle du poète Emmanuel Berland (né en 1957).

## Biographie
- Si vous ne connaissez pas le sujet, laissez ce bandeau (vous pouvez alors contacter les auteurs).
- Si vous supprimez le contenu mis en cause (vous pouvez préalablement contacter les auteurs),

argumentez précisément cette suppression dans la page de discussion
(un manque de référence n'est pas un argument ; une recherche réelle de référence doit avoir été effectuée, être formellement documentée).
Peintre figuratif appartenant à la nouvelle école de Paris, Jacques Berland est issu d'une famille d'agriculteurs dont les parents sont exploitants jusqu'en 1939. C'est à la ferme de Chassant qu'il passera sa jeunesse. Ils s'installent à cette date à Combres « La Mazure ». 
Jacques Berland suit ses études à Nogent-le-Rotrou et à l'école d'agriculture de Nermont (Châteaudun), où il réussit ses examens et s'apprête à reprendre l'exploitation familiale. Il devance l'appel en 1938 et est affecté dans une batterie de DCA à la déclaration des hostilités en 1939.
Le 17 juin 1940, il est fait prisonnier et se retrouve en Allemagne où il restera jusqu'en 1945. Il a occupé son temps en peignant, dessinant et à apprendre des langues étrangères : latin, espagnol, ainsi qu'en approfondissant les rudiments qu'il avait de l'histoire de l'art et de la littérature. 
Pendant sa captivité, sa marraine de guerre est Marie Laurencin qui l'encourage dans ses projets de peinture et lui conseille de s'inscrire aux Beaux Arts lors de sa libération, ce qu'il fait en 1946, en étant admis dans les ateliers de Jean Souverbie (1891-1981), du fresquiste Pierre-Henri Ducos de La Haille (1889-1972) et du graveur Robert Cami (1900-1973). En 1949, il s'est également inscrit à l'École du Louvre, ce qui lui permettra plus tard d'être chargé de conférences des musées nationaux. 
Boursier, il pourra entreprendre en août et septembre 1951 un voyage artistique en Italie. En 1957, il obtient une nouvelle bourse et part à Amsterdam pour six mois à l'Institut français de la Maison Descartes.
Ses sujets de prédilection sont les paysages de sa région, le Perche et la Normandie, avec un attrait particulier pour la côte ; Deauville, Honfleur, Trouville-sur-Mer et bien d'autres. Il rapporte de chacun de ses voyages des toiles typiques du style de la région ou de l'influence des maîtres locaux. De 1953 à 1957, son séjour à la Casa de Velázquez lui fait construire des toiles d'une facture très proche de celle ses condisciples, influence des professeurs (Grand Paysage espagnol, Homme à la moustache, 1953, Femme et enfant, Femme au chignon). De son séjour à Amsterdam, il rapporte des œuvres marquées du bleu de Delft, dans le style des célèbres carreaux de faïence. Parmi ses portraits, il y a Monsieur Riallet, garde chasse, un autoportrait, une série de portraits de l'époque espagnole et d'agriculteurs, ainsi que des portraits de femmes.[réf. nécessaire] Il collabore à la réalisation des maquettes de vitraux avec le verrier François Décorchemont à Conches-en-Ouche (Eure).
Les années 1960 le voient ralentir sa production et il ne semble plus exposer. 
En 1962, il devient chargé de conférences des musées nationaux.

## Œuvres dans les collections publiques
En Espagne
- Madrid, collections de la Casa de Velázquez.

En France
- Bayeux, hôtel du Lion d'Or : Tapisserie de la Reine Mathilde, 1952-1955, fresque pour la salle de restaurant.
- Beuzeville (Eure), église : La Pentecôte, 1952, fresque.
- Nogent-le-Rotrou (Eure-et-Loir), musée municipal du château Saint-Jean.
- Paris :
  - Conservatoire national supérieur de musique et de danse de Paris : panneau décoratif, 1950.
  - École nationale supérieure des beaux-arts.

## Récompenses
- 1952-1953 : second prix au concours d'art moderne.
- 1953 : prix Rocheron.

## Expositions
- 1950 : galerie des Beaux-Arts à Paris.
- 1950 : 3e Salon des Arts nogentais, Nogent-le-Rotrou.
- 1952 : Salon de la Société nationale des beaux-arts.
- 1953 : Salon du Pays d'Ouches à Conches-en-Ouche.
- 1954 : Casa de Velázquez, Circulo de Bellas-Artes, Madrid.
- 1954 : « 25 ans de la Casa de Velázquez », musée d'art moderne, Madrid.
- 1955 : galerie Charpentier, exposition Découvrir.
- 1955-1956 : galerie Charpentier, École de Paris.
- 1957 : galerie Charpentier, où il concourt pour le prix de la Fondation Greenshields.
- 1957 : exposition à la Maison Descartes, Amsterdam.
- 1958 : Salon de la Jeune Peinture à Paris.
- 1961 : galerie Saint-Placide à Paris.
- 2003 : Les peintres du Perche, exposition à Nogent-le-Rotrou.
- 2005 : Rétrospective posthume du peintre Jacques Berland à Nogent-le-Rotrou.
- 2008 : Dessins et paysages du Perche, La Grange aux dîmes, Thiron-Gardais.
- 2010 : Aspects d'une œuvre, Maison des arts, Conches-en-Ouche.
- 2022-2023 : exposition "Jacques Berland. Éloge d'un petit maître", Centre Cristel Éditeur d'Art, Saint Malo.